# Toontown Online
Toontown Online fue un videojuego de tiempo real desarrollado por Walt Disney Internet Group. El juego estuvo disponible mediante el sitio web de Disney. El 20 de agosto de 2013, la compañía Walt Disney anunció que Toontown Online cerraría el 19 de septiembre de ese mismo año. Durante ese último mes, Disney abrió el juego en su totalidad permitiendo acceso gratuito sin restricciones a todos los jugadores, y ofreció un reembolso a todas aquellas personas que habían comprado una membresía mensual o anual. A las 12:35 EST, Disney cerró los servidores permanentemente.

## Historia
La historia cuenta que hay una población de dibujos en 3-D que viven en paz, la descarga de ToonTown dice que el sr. rico MacPato viajando a toontown para visitar a uno de sus empleados llamado gyro gearloose.entra a donde su empleado trabajaba pero no esta porque estaba viendo el anuncio del nuevo alcalde y el sr. rico macpato se encuentra un robot gigante hecho por gyro con un cartel que decía ¡no tocar! pero el lo ignoro queriendo hacer dinero el conecta los dos cables rojo y azul, el robot de Gyro empieza a crear robots llamados cogs que son robots hombres de negocios para usar  ToonTown para hacer plata justo se estaba anunciando al ganador de la alcaldía y el ganador era slappy después apareció un cog para hablar con el alcalde el cog sin saber quien era el alcalde ple pregunta a slappy si el es el alcalde slappy le dice que si el cog intenta hablar con el pero comienza a interrumpirlo y el cog lo desaparece y comienzan a invadir a toontown y el sr. MacPato se empieza a asustar y se siente culpable, el alcalde Flippy Doggenbottom pide a los usuarios que creen su personaje con distintas formas, tamaños y colores, también con distinto animal para luchar contra ellos que utilizan los gag para destruirlos y completar las misiones que se le piden.
Además de luchar contra los Cogs, los usuarios pueden divertirse en los patios jugando minijuegos, pescar o también ir de explorar en distintos mundos.

## Barrios
El mundo de Toontown está formado por diversos barrios temáticos que comparten ciertas cosas en común.  Cada barrio tiene un Playground (un patio de juego) donde se encuentran el Toon Headquaters (o Toon HQ, el cuartel general de los "Dibus," donde se pueden adquirir misiones y devolver aquellas completadas), Goofy's Gag Shop (la tienda de bromas de Goofy, donde un Dibu puede intercambiar gominolas por bromas con las que vencer Cogs), la Clothing Shop (tienda de ropa, donde se pueden comprar trajes y vestidos), un estanque (donde se pueden pescar ciertas clases de peces y animales acuáticos que se pueden intercambiar por gominolas y/o coleccionar), una Pet Shop (tienda de mascotas, donde se compran Doodles y se entregan los peces capturados) y un Party Planner (donde los Dibus pueden planear fiestas particulares a las que invitar a amigos o públicas y abiertas para todos). Cada patio de juego figura a uno de los personajes clásicos de Disney: Mickey, Donald, Daisy, Minnie, Pluto, Goofy, Chip y Dale. Los barrios tienen diversas calles (en general tres) donde se encuentran los establecimientos de los Dibus, los Cogs y sus edificios corporativos.
Goofy's Speedway y Chip 'n' Dale's Acorn Acres son patios de juego diferentes en el sentido de que no figuran las unidades descritas anteriormente; el primero sirve como un centro en el que los dibus pueden crear diversos automóviles y participar en carreras, mientras que el segundo figura varios circuitos de minigolf.

## Bots (Cogs)
Los Cogs son tipos de robots creados por Gyro, cada uno tiene su tipo y se dividen:
Los bossbots: son un tipo de cogs que hacen planes para acabar los toons, su jefe el más poderoso es El Gran Queso (The Big Chese), puede tener el cuerpo de un queso, él dirige a los bossbots hasta hacer una invasión.
Los lawbots: son cogs de la corte que hacen un jefe, luego el jefe hace un libro sobre los artículos de las leyes, como se muestra su aparición en el HQ, se ve en estatua con el libro sostenido en la mano derecha. Además de eso, pueden hacer una invasión y son los más vistos en Toontown Central en la calle Loopy Lane.
Los Cashbots: son otros tipos de cogs que llegan a toontown, ellos atacan con cheque y otras cosas, ellos aportan dinero en los trenes del HQ como se ve en el juego, además guardan dinero en cajas y puesto un nombre "Cog Nation".
Los sellbots: son los últimos de la lista, ellos pretenden hacer gráficas para vender los lugares de toontown, además en su HQ, tiene un lugar extra que se ponen elevadores para defender. Su HQ está lleno de petróleo.
Los edificios cogs: son edificios que si un cog se mete un edificio de Toontown, los HQ de su tipo envían el edificio que llega a caer en el lugar indicado y el edificio indicado.
Nota: ten cuidado de ellos, algunos tiene un nivel mayor y son más poderosos que los otros, ya que tu toon se le pierde su energía que se muestra la pantalla.

## Los Cuarteles Generales (HQ)
Hay 2 tipos de Cuarteles Generales, los de los Toons (siempre suele haber uno en cada calle y en cada patio), los HQ de los Toons se pueden conseguir las diferentes misiones que se pueden hacer dentro del mismo juego, que sirven para avanzar, y los Cuarteles Generales de los Cogs son donde se puede combatir contra los Gigantes Cogs.

### Cuarteles Generales de los Cogs
Hay 4 Cuarteles Generales: Sellbots, Bossbots, Cashbots y Lawbots, cada tipo de Cog tiene su propio cuartel general, con su respectivo Boss.

#### Cuartel General Sellbot
Se compone de 2 Zonas, la Zona Principal que se accede vía una calle de Los Jardines de Daisy. La primera zona lleva contra el Boss de los Sellbots, el V.P (Vicepresidente), el Otro Patio te lleva a lo que sería la Factoría donde, puedes ganar los "méritos" para luchar contra el V.P
La factoría tiene 2 caminos, el Camino Largo o Corto, la gente que necesita muchos "Méritos" suele optar por ese camino ya que suele generar unos 380 Méritos , el Corto puede variar según la gente que vaya a hacerlo ya que pueden hacer menos o más.
La Batalla contra el V.P se divide en 3 Fases, la Primera y la Segunda será de batallas usando las Gags, la última fase de todas será la que más va a costar, se tendrá que tirar los Pasteles de Crema en la compuerta que tiene el V.P cuando lanza sus engranajes voladores.

#### Cuartel General Cashbot
Es el Segundo Cuartel General en el cual se van a hacer misiones (En Donald's Dreamland). El cuartel se divide en 1 sola zona dentro de la que hay 4 sitios a los que se puede acceder, los 3 Almacenes de Dinero (Coin Mint, Dollar Mint y Bullion Mint) y el último sitio sería el Edificio para combatir contra el C.F.O.

#### Cuartel General Lawbot
Es el Tercer Cuartel General donde podrás luchar contra su Boss, el C.J (Chieff Justice- Jefe de la Justicia). La zona se divide en 1 patio con 2 edificios, el Juzgado y las Oficinas de los Lawbots.

#### Cuartel General Bossbot
Es el Último Cuartel General, que se puede luchar contra el último Boss del Juego, el C.E.O. La zona se divide en 4 entradas, 3 para los clubes de campos y 1 para luchar contra el C.E.O

## Audio
La música de fondo del juego fue compuesta por Jamie Christopherson, Cody Westheimer, y Sean Beeson, pero la música de fondo está compuesta por secuencias MIDI. En cuál se usó por el Sintetizador por software de tabla de onda de Microsoft incluyendo con el Sound Canvas de Roland GM/GS Sound Set.

## El regreso no oficial de Toontown Online
- Toontown Rewritten es un videojuego que se basó en el juego original de Toontown Online. Después del cierre de Toontown Online, los desarrolladores de Toontown Rewritten anunciaron en octubre de 2013 para continuar con el juego para estar al ausente. Además que Toontown Rewritten es un renacimiento no oficial y fan made que no está afiliado con The Walt Disney Company ni con Disney Interactive Studios.[2]

Toontown Online también tiene otros renacimiento no oficiales como Toontown Offline, Corporative Clash, Operation: Dessert Storm, Toontown Infinite, Toontown Archive, Tooniversal Studios y Toontown's Funny Farm.